# Рейнгард Мон

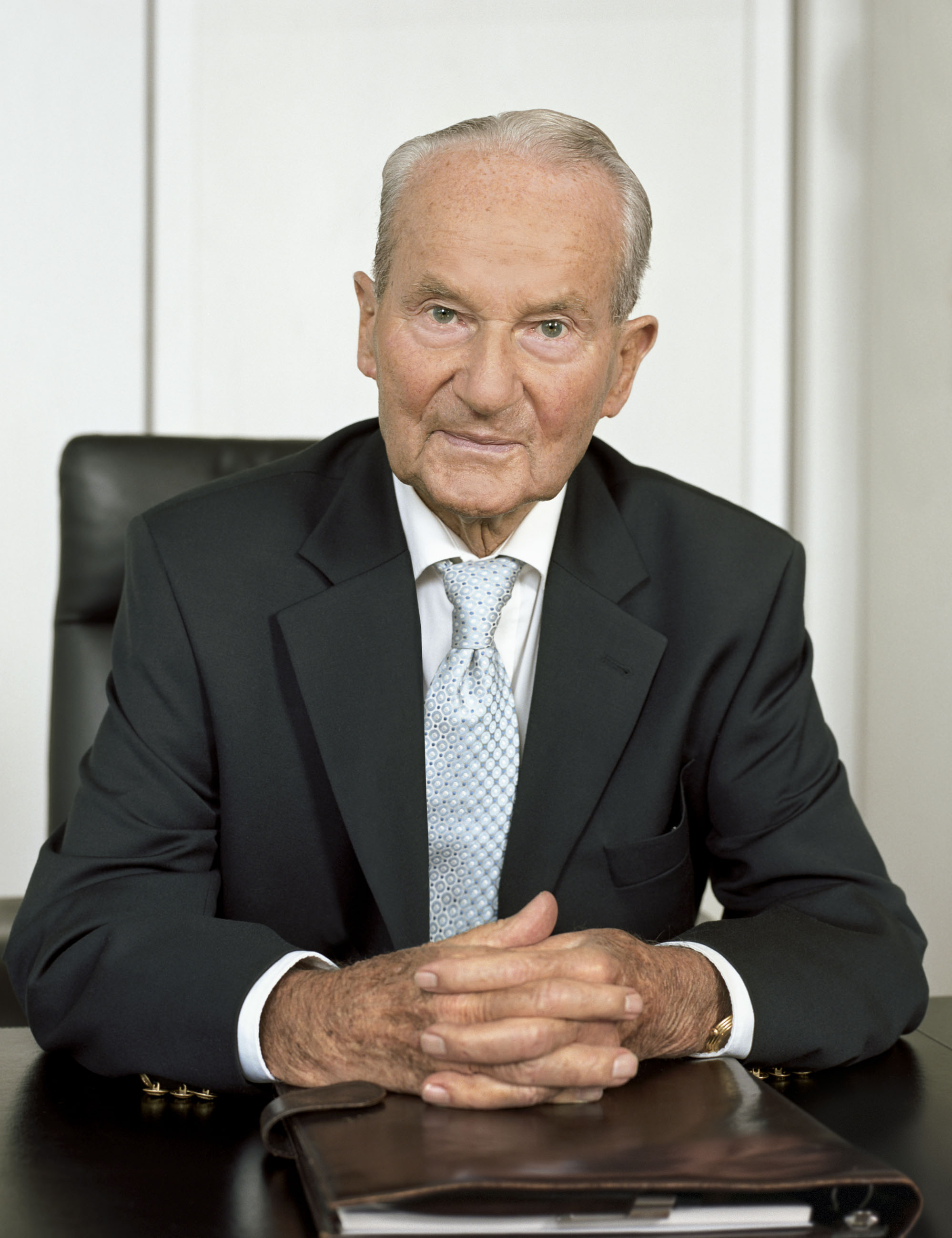
Райнгард Мон

Райнгард Мон (нім. Reinhard Mohn; 29 червня 1921 — 3 жовтня 2009) — німецький підприємець, який перетворив Bertelsmann AG із сімейної видавничої фірми в медіаімперію світового масштабу.
Потрапивши під час Другої світової війни у в'язницю як німецький військовополонений, він утримувався в Конкордії, штат Канзас, і був вражений американською демократією, особливо велике враження на нього справила організація «Клуб Книги Місяця». Він повернувся у маленьке містечко Гютерсло, очолив у 1947 році сімейне видавництво біблійної літератури і зумів перетворити «Bertelsmann Group» у найвпливовіший орган засобів масової інформації. В 1971 році Мон зробив Bertelsmann публічною компанією, в якій він зайняв пости голови ради директорів і генерального директора.
У відставку Мон пішов в 1981 році, проте ще довгий час залишався в раді її директорів, а до останнього часу він був почесним головою ради директорів компанії.
Він був засновником Фонду Бертельсмана в 1977 році.
Рейнгард Мон була почесним членом Римського клубу.
В даний час Bertelsmann веде бізнес в 50 країнах світу, штат співробітників компанії налічує понад 100 тисяч чоловік. Окрім книжкових клубів і клубів аматорів звукозапису в Німеччині, Іспанії, Бразилії і Сполучених Штатах, Бертельсман є власником «Bentam Doubleday Dell Publishing Group» у Сполучених Штатах, видавництва «Plaza & Janés» в Іспанії, а також 37 журналів у 5 країнах, виробництва наклейок і чимале число радіо- і телевізійних компаній.
У 2009 році в рейтингу журналу «Форбс» Рейннард Мон займав 261-е місце, його статки оцінювалися в 2,5 млрд доларів.